# Sci alpino all'VIII Festival olimpico invernale della gioventù europea
Le gare di sci alpino al VIII Festival olimpico invernale della gioventù europea si sono svolte dal 19 al 22 febbraio 2007 a Jaca, in Spagna.
Sono state disputate due gare maschili, due gare femminili, per un totale di 4 gare.

## Podi

### Ragazzi
| Evento         | Oro               | Argento        | Bronzo      |
| Slalom         | Knut Masdal       | Tim Luescher   | Brice Roger |
| Slalom gigante | Giovanni Borsotti | Nicolas Thoule | Knut Masdal |

### Ragazze
| Evento         | Oro         | Argento           | Bronzo            |
| Slalom         | Ilka Stuhec | Margot Bailet     | Bernadette Schild |
| Slalom gigante | Ilka Stuhec | Bernadette Schild | Sofija Novoselic  |